# Dan Added
Dan Added (ur. 13 kwietnia 1999 w Strasburgu) – francuski tenisista.

## Kariera tenisowa
W 2021 roku zadebiutował w imprezie wielkoszlemowej podczas turnieju French Open w grze podwójnej. Startując w parze z Jo-Wilfriedem Tsongą odpadł w drugiej rundzie.
W swojej karierze wygrał cztery singlowe oraz dwadzieścia pięć deblowych turniejów rangi ITF.
W rankingu gry pojedynczej najwyżej był na 373. miejscu (3 lutego 2020), a w klasyfikacji gry podwójnej na 192. pozycji (13 września 2021).